# ستاره حیات
ستارهٔ حیات نام یک مجموعهٔ تلویزیونی است که در تابستان ۱۳۹۲ از شبکه ۳ سیمای جمهوری اسلامی ایران پخش شد.

## داستان
داستان این مجموعه پیرامون زندگی مسئول این پایگاه سلیمان میلانی می‌گذرد. در این مجموعه علاوه بر نمایش زندگی خصوصی او به همراه همسر و فرزندانش و ماجراهای شخصی تکنسین‌های اورژانس، در هر قسمت دو ماموریت اورژانسی نیز پخش می‌شود.